# Cuza Vodă (Constanța)
Cuza Vodă is een Roemeense gemeente in het district Constanța.
Cuza Vodă telt 3486 inwoners. De gemeente en het dorp zijn genoemd naar Alexandru Ioan Cuza, eerder was de naam Docuzol, de Roemeense versie van de Turkse naam van de plaats; Dokuz Oğul.